# Jorge Corozo
Jorge Corozo (Esmeraldas, Ecuador, 24 de abril de 1965) es un exfutbolista ecuatoriano. Se desempeñaba en posición de guardameta.

## Trayectoria
Se inició en la Escuela de Fútbol de Asoguayas, luego pasó a Milagro SC, Norteamérica, Deportivo Quito y Olmedo. Fue durante 13 años el portero del Olmedo, con el que logró tres clasificaciones para la Copa Libertadores y un título de campeón de Ecuador el 2000, siendo el primer título en la historia de un club que no fuese de Guayas o Pichincha. Se retiró del fútbol en el año 2006.

## Selección nacional
Fue internacional con la Selección de fútbol de Ecuador en una ocasión en el año 2000, siendo titular en partido amistoso empatado sin goles ante Panamá. También fue convocado y estuvo en la banca de suplentes un partido contra Argentina por las Eliminatorias Sudamericanas rumbo al Mundial Corea del Sur - Japón 2002.

## Carrera política
En el 2017 en las Elecciones legislativas de Ecuador de 2017 es electo Asambleísta por la provincia de Chimborazo.

## Clubes
| Club                     | País    | Año         |
| ------------------------ | ------- | ----------- |
| Sociedad Deportivo Quito | Ecuador | 1988 - 1993 |
| Centro Deportivo Olmedo  | Ecuador | 1993 - 2006 |

## Palmarés

### Campeonatos nacionales
| Título                       | Club                    | País    | Año         |
| ---------------------------- | ----------------------- | ------- | ----------- |
| Serie A de Ecuador           | Centro Deportivo Olmedo | Ecuador | 2000        |
| Serie B de Ecuador           | Centro Deportivo Olmedo | Ecuador | 1994 y 2003 |
| Segunda Categoría de Ecuador | Centro Deportivo Olmedo | Ecuador | 1993        |